# Mount McCormick
Mount McCormick ist ein 1050 m hoher Berg im westantarktischen Marie-Byrd-Land. In den Ford Ranges ragt er 3 km südöstlich des Mount Ralph auf.
Wissenschaftler der United States Antarctic Service Expedition (1939–1941) entdeckten und kartierten ihn. Das Advisory Committee on Antarctic Names benannte ihn 1966 nach William S. McCormick (1913–2001), Pilot bei der zweiten Antarktisexpedition (1933–1935) des US-amerikanischen Polarforschers Richard Evelyn Byrd.